# Darwinia citriodora
Darwinia citriodora är en myrtenväxtart som först beskrevs av Stephan Ladislaus Endlicher, och fick sitt nu gällande namn av George Bentham. Darwinia citriodora ingår i släktet Darwinia och familjen myrtenväxter. Inga underarter finns listade i Catalogue of Life.